# 고여 (조선)
고려(髙呂, ? ∼ 1402년)는 고려 말 조선 초의 무신이며, 조선의 개국공신이다. 본관은 제주(濟州).

## 생애
1380년(우왕 6) 황산대첩 때 삼도도순찰사 이성계(李成桂)의 휘하에서 전공을 세웠다.
1385년 함주(咸州)·북청(北靑) 등지에 왜적의 선박 150여 척의 침입으로 원수 심덕부(沈德符) 등이 홍원 대관령(大關嶺)에서 대패하였을 때 이성계의 휘하 산원(散員)으로 이를 소탕하고 섬멸시켰다.
1392년(공양왕 4) 음력 4월 4일 이방원(芳遠)의 명으로 조영규(趙英珪) 등과 함께 정몽주(鄭夢周)를 격살하고, 같은 해 7월 17일 이성계를 추대한 공으로 전의감에 임명되어 수충좌리개국공신(輸忠佐理開國功臣) 3등에 책록되었다.
가선대부 행지의금부 이부시랑에 올라 고성군(高聖君)에 봉해졌다. 제1차 왕자의 난으로 태조가 정종에게 양위하고 북순(北巡)하게 되자 태조를 시종하였다. 1402년 10월 16일 졸하였다.

## 가족
- 할아버지 : 개성윤(開城尹) 고호(髙灝)
  - 아버지 : 개국원종공신 병마절제사 고영수(髙永壽)
  - 어머니 : 개국원종공신 찬성사 권현(權鉉)의 딸

제주 고씨 문충공파(文忠公派) 고성군계(髙城君系)의 파조이다.